# Oswald Fischer (Bischof)
Oswald Fischer, auch Oswald Arnsberger, (* in Arnsberg, Voigtlande; † 1568 oder 1569) war ein deutscher Geistlicher.
Fischer wurde 1528 zum Priester für das Bistum Freising geweiht. Er wirkte erst als Professor der Philosophie und der Künste, dann der Gottesgelehrtheit in Ingolstadt, wo er auch promoviert wurde. 1528 wurde er Regens des Georgianischen Collegiums. Danach Pfarrer zu Unserer Frau und Prokanzler der Universität. Am 13. Juni 1548 ernannte Papst Paul III. ihn zum Weihbischof in Freising und Titularbischof von Dariensis. Im August 1549 weihte er die Altäre der Gottesackerkirche in Freising.